# José Alberto Herrero

José Alberto Herrero Bono (Calanda, 2 de julio de 1978) es un político español, diputado por Teruel en el Congreso durante la X, XI, XII, XIII y XIV legislaturas, y el actual alcalde de Calanda desde junio de 2019.

## Biografía
Ingeniero técnico industrial, posee un máster en Prevención de Riesgos Laborales y un máster de Profesorado de ESO y FP. Desde 2011 es concejal en el Ayuntamiento de Calanda. 
Entre 2011 y 2013 fue consejero de la comarca del Bajo Aragón. En 2014 accedió al Congreso, en sustitución de Santiago Lanzuela Marina, y fue reelegido en 2015 y 2016.
Ganó las elecciones municipales de 2019 en su localidad natal, Calanda, alcanzando la mayoría absoluta.
| Predecesor: José Ramón Ibáñez | Alcalde de Calanda 2019-presente | Sucesor: En el cargo |